# Кравченко, Николай Васильевич (Герой Социалистического Труда)
Никола́й Васи́льевич Кра́вченко (1915 год — 1986 год) — звеньевой колхоза имени Орджоникидзе Коста-Хетагуровского района Северо-Осетинской АССР. Герой Социалистического Труда (1948).
В 1947 году звено Николая Кравченко собрало в среднем по 71,9 центнеров зерна кукурузы с каждого гектара на опытном участке площадью 12 гектара и 40 центнеров зерна кукурузы на участке площадью 13 гектаров. Указом Президиума Верховного Совета СССР от 20 мая 1966 года «за получение высоких урожаев пшеницы и кукурузы при выполнении колхозом обязательных поставок и натуроплаты за работу МТС в 1947 году и обеспеченности семенами зерновых культур для весеннего сева 1948 года» удостоен звания Героя Социалистического Труда с вручением ордена Ленина и золотой медали «Серп и Молот».
Скончался в 1986 году.